# Tunga caecata
Tunga caecata är en loppart som först beskrevs av Günther Enderlein 1901.  Tunga caecata ingår i släktet Tunga och familjen Tungidae. Inga underarter finns listade i Catalogue of Life.